# KFRY
KFRY（89.9 FM）是位于美国科罗拉多州普韦布洛的一个基督教广播电台，主要播送当代基督教音乐，由家庭广播公司开办，在2005年3月2日开播，发射功率870瓦。